# Dallas–Fort Worth Film Critics Association Awards 2006
12. ročník předávání cen asociace Dallas–Fort Worth Film Critics Association Awards se konal 19. prosince 2006.

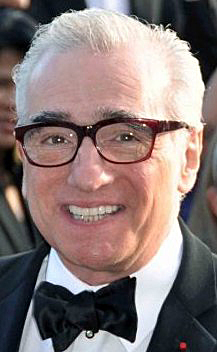
Martin Scorsese, vítěz v kategorii nejlepší režisér

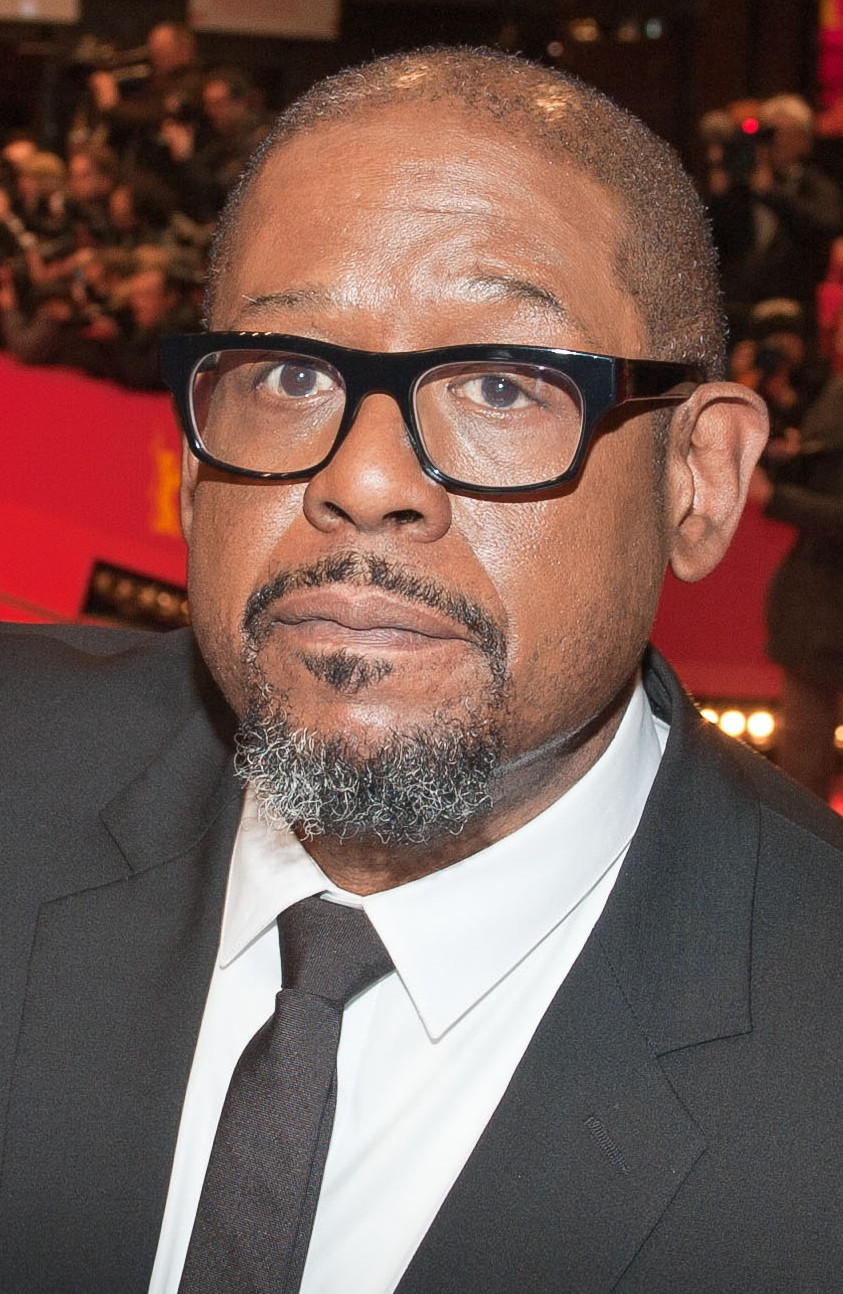
Forest Whitaker, vítěz v kategorii nejlepší mužský herecký výkon v hlavní roli

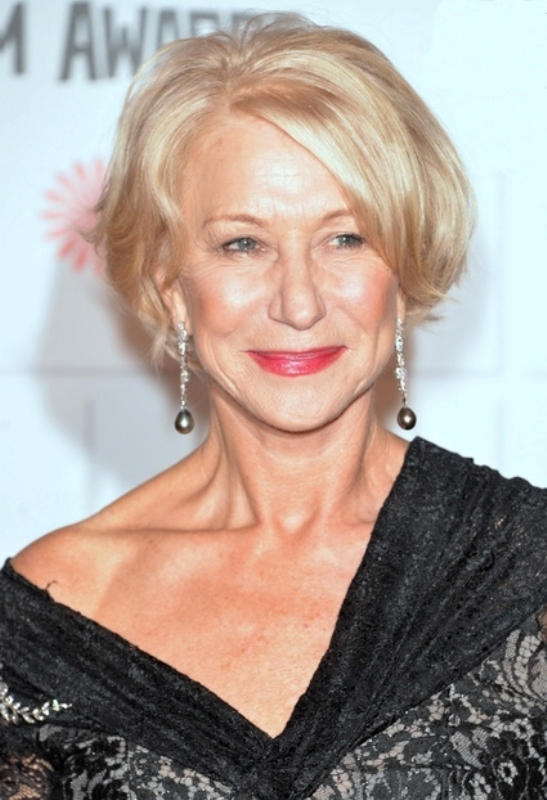
Helen Mirren, vítězka v kategorii nejlepší ženský herecký výkon v hlavní roli

## Vítězové
Nejlepší film
1. Let číslo 93
2. Skrytá identita
3. Malá Miss Sunshine
4. Královna
5. Babel
6. Dopisy z Iwo Jimy
7. Dreamgirls
8. Krvavý diamant
9. Jako malé děti
10. Vlajky našich otců

Nejlepší režisér:
1. Martin Scorsese – Skrytá identita
2. Paul Greengrass – Let číslo 93
3. Alejandro González Iñárritu – Babel
4. Clint Eastwood – Dopisy z Iwo Jimy
5. Stephen Frears – Královna

Nejlepší scénář:
1. Michael Arndt – Malá Miss Sunshine
2. Guillermo Arriaga – Babel

Nejlepší herec v hlavní roli:
1. Forest Whitaker – Poslední skotský král
2. Leonardo DiCaprio – Skrytá identita
3. Ryan Gosling – Half Nelson
4. Peter O'Toole – Venuše
5. Leonardo DiCaprio – Krvavý diamant

Nejlepší herečka v hlavní roli:
1. Helen Mirren – Královna
2. Judi Dench – Zápisky o skandálu
3. Meryl Streep – Ďábel nosí Pradu
4. Kate Winslet – Jako malé děti
5. Penélope Cruz – Volver

Nejlepší herec ve vedlejší roli:
1. Jackie Earle Haley – Jako malé děti
2. Jack Nicholson – Skrytá identita
3. Eddie Murphy – Dreamgirls
4. Djimon Hounsou – Krvavý diamant
5. Michael Sheen –Královna

Nejlepší herečka ve vedlejší roli:
1. Cate Blanchett – Zápisky o skandálu
2. Jennifer Hudson – Dreamgirls
3. Adriana Barraza – Babel
4. Rinko Kikuchi – Babel
5. Emily Bluntová – Ďábel nosí Pradu

Nejlepší dokument:
1. Nepříjemná pravda
2. Chraň nás od zlého
3. Sklapni a zpívej
4. Neil Young: Heart of Gold
5. This Film Is Not Yet Rated

Nejlepší animovaný film:
1. Happy Feet
2. V tom domě straší

Nejlepší cizojazyčný film:
1. Dopisy z Iwo Jimy
2. Faunův labyrint
3. Voda
4. Volver
5. Apocalypto

Nejlepší kamera:
1. Dean Semler – Apocalypto
2. Rodrigo Prieto – Babel a Emmanuel Lubezki – Potomci lidí (remíza)

Cena Russela Smitha (nezávislý film): Half Nelson